# Лапчатка волжская
Лапча́тка во́лжская (лат. Potentilla volgarica) — вид двудольных растений рода Лапчатка (Potentilla) семейства Розовые (Rosaceae). Впервые описан российским ботаником Сергеем Васильевичем Юзепчуком в 1949 году.

## Распространение и среда обитания
Узкоареальный эндемик Среднего Поволжья (Россия). Первоначально была известна только популяция из окрестностей города Хвалынск (Саратовская область), которая вследствие расширения городской черты оказалась вымершей; позднее, однако, были найдены и другие участки произрастания растения. Сейчас вид известен из окрестностей городов Вольск и Хвалынск Саратовской области и со Старокулаткинского района Ульяновской области.
Кальцефильное растение, произрастающее на меловых обнажениях и бедной чернозёмно-карбонатной почве на склонах и по водоразделам. Популяции растения размещены разрозненно и по большому счёту значительно нарушены, с небольшим количеством экземпляров в каждой из них.

## Ботаническое описание
Многолетнее травянистое растение высотой до 25 см.
Корень стержневой, утолщающийся к верхней части.
Стебель красноватого оттенка, прямостоячий, слабоветвящийся.
Листья дваждыперистые, рассечённые, опушённые снизу.
Цветки жёлтые, собраны в тирсовидное соцветие.
Плод — зелёный или бурый многоорешек.
Цветёт в мае; иногда наблюдается повторное цветение в конце лета или осенью.

## Природоохранная ситуация
Лапчатка волжская занесена в Красную книгу Российской Федерации и региональную Красную книгу Саратовской области; ещё ранее растение вносили в Красную книгу РСФСР.
В Саратовской области вид находится под угрозой исчезновения вследствие хозяйственной деятельности (выпас скота, распашка степных земель), разработки меловых карьеров, эрозии меловых склонов и высокой требовательности к карбонатному субстрату. Охраняется в природных парках «Хвалынский» (Хвалынский район) и «Мухин дол» (Вольский район), выращивается в Ботаническом саду Саратовского государственного университета. Признано необходимым поиск новых популяций лапчатки волжской и придание им статуса памятника природы.